# Абдуллоев, Миродж
Мироджиддин Абдуллоев (род. 15 августа 1948, кишлак Лангар‑кало́н, Муминабадский район, Хатлонская область, Таджикская ССР, СССР) — таджикский государственный деятель, юрист и политик. Председатель Коммунистической партии Таджикистана с 22 апреля 2017 года. Кандидат в президенты Республики Таджикистан на выборах 2020 года.

### Биография
В 1966 году окончил педагогическое училище в городе Куляб, после чего работал учителем русского языка и литературы в общеобразовательной школе. В 1968–1970 годах проходил срочную службу в Советской армии в Чехословакии, где вступил в КПСС.
После службы вернулся в Таджикистан и продолжил работу в системе образования и правоохранительных органов. В 1982–1984 годах обучался в Академии Министерства внутренних дел СССР в Москве, которую окончил с отличием по специальности «юриспруденция».
С 1984 года занимал руководящие должности в органах внутренних дел Таджикской ССР и Республики Таджикистан, включая посты в структурах МВД Кулябской и Хатлонской областей. В 1999–2005 годах возглавлял региональное представительство Агентства по контролю за наркотиками при Президенте Республики Таджикистан в Хатлонской области.
После выхода на пенсию работал юристом в местной государственной администрации и руководил ветеранской организацией сотрудников правоохранительных органов «Хомиёни Ватан».

### Политическая деятельность
22 апреля 2017 года на внеочередном XVIII съезде Коммунистической партии Таджикистана был избран её председателем, сменив временно исполнявшего обязанности Мирзоазима Насимова. Его избрание стало неожиданностью для политических наблюдателей, так как ранее Абдуллоев не имел опыта партийной работы.
В 2020 году выдвинут кандидатом в президенты Республики Таджикистан от Коммунистической партии. В своей предвыборной программе выступал за социальную справедливость, укрепление роли государства в экономике и развитие образования. Лозунг кампании — «Каждый получает материальные и духовные блага только честным трудом».
На выборах получил незначительный процент голосов, уступив действующему президенту Эмомали Рахмону. Несмотря на это, продолжил руководство партией и представление её интересов в политическом пространстве страны.

### Личная жизнь
Женат, имеет детей. Придерживается аскетичного образа жизни. Известен как человек дисциплинированный и сторонник советских принципов управления.